# Danske Arkitekters Landsforbund
Danske Arkitekters Landsforbund blev etableret 1951 som en sammenslutning af Akademisk Arkitektforening, hvor medlemmerne havde akademisk baggrund, og Dansk Arkitektforening, hvor medlemmerne havde håndværksmæssig uddannelse.
Forbundet ændrede siden navn til det udvidede Danske Arkitekters Landsforbund/Akademisk Arkitektforening, forkortet DAL/AA, før det i 2004 blev delt op i henholdsvis standsforeningen Akademisk Arkitektforening (AA), fagforeningen Ansatte Arkitekters Råd (AAR), der siden har skiftet navn til Arkitektforbundet, samt virksomhedsforeningen Praktiserende Arkitekters Råd (PAR), der i 2005 fik betegnelsen Danske Arkitektvirksomheder (DANSKE ARK).